# Proterebia bardines
Proterebia bardines är en fjärilsart som beskrevs av Hans Fruhstorfer 1918. Proterebia bardines ingår i släktet Proterebia och familjen praktfjärilar. Inga underarter finns listade i Catalogue of Life.